# Magic Mouse
El Magic Mouse és el primer ratolí multitàctil fabricat i comercialitzat per Apple Inc. Va ser presentat el 20 d'octubre de 2009.
Després del llançament de l'iPhone i l'iPod Touch, el fabricant ha integrat una superfície multitàctil per la primera vegada en un ratolí d'ordinador. Amb aquesta nova tecnologia, l'usador és capaç d'expressar gestos amb els dits per a interactuar amb l'ordinador, com ara desplaçar-se per la pantalla (scroll), utilitzar els dos botons habituals, acostar o allunyar (efecte zoom)... Totes les funcions estan implementades de manera virtual mitjançant programari.
El nou ratolí va ser rebut pels usadors amb molt entusiasme des del principi, però com a aspecte negatiu molts dels quals s'han plangut de la impossibilitat d'utilitzar un botó central (que en els ratolins convencionals sol compondre amb una roda). No obstant això, ja existeix programari de tercers que habilita aquesta funcionalitat, i ateses les característiques del dispositiu Apple pot llançar actualitzacions de programari periòdicament millorant les prestacions i afegint noves possibilitats.

## Gestos suportats oficialment

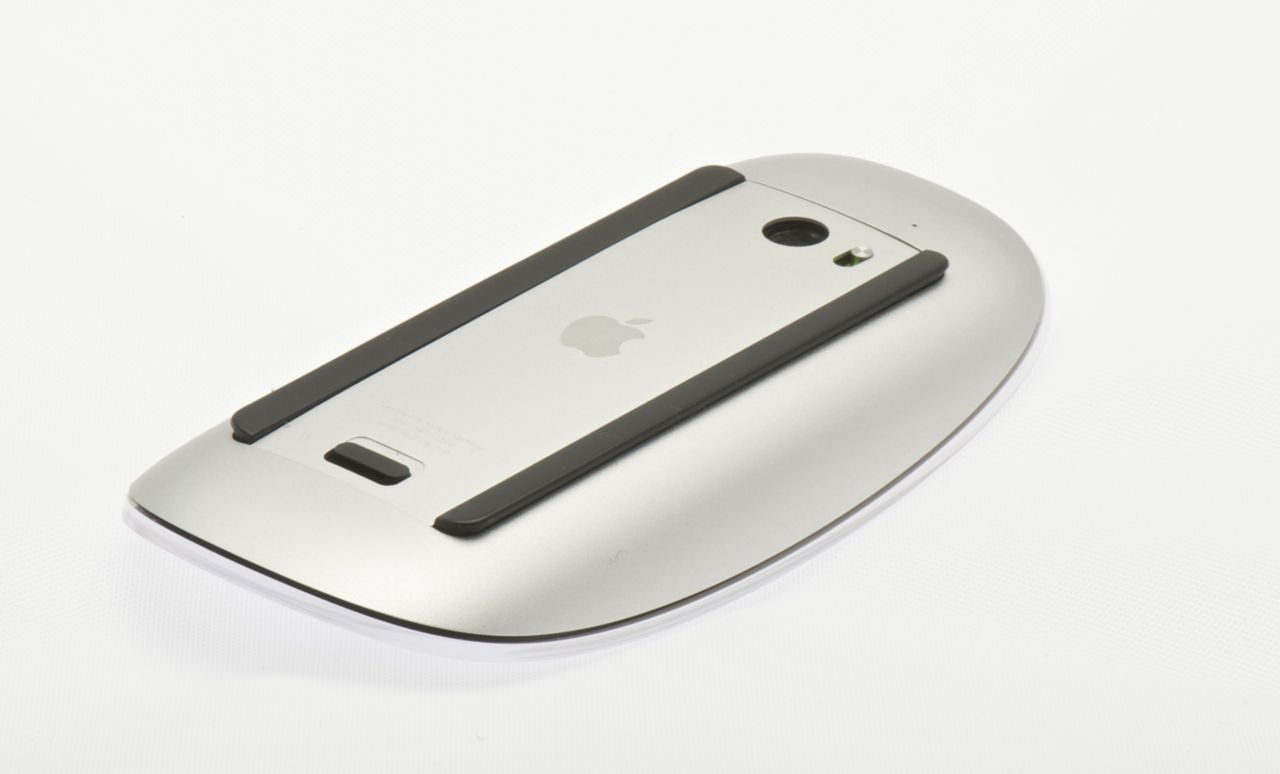
Vista per sota.

- Clic: permet de fer clic, doble clic i botó secundari.
- Gir de 360 °
- Ampliació: mantenint la tecla Control del teclat premuda i movent el dit verticalment sobre la superfície.
- Lliscament: moviment horitzontal amb dos dits per passar pàgines, fotos, pestanyes del navegador, etc

## Programari realitzats per tercers
A causa de la manca de personalització de gestos del Magic Mouse, alguns desenvolupadors han realitzat programari perquè cada usuari pugui dissenyar els seus propis gestos, a més hi ha una aplicació amb què permet el control de pantalla per mitjà d'un punter per tal de ser utilitzat al costat del Magic Mouse

## Sistemes Operatius suportats
- Mac OS X v10.5.8, v10.6.1 o posterior amb l'actualització 1.0 Wireless Mouse. Aquesta actualització és essencial per al correcte funcionament del Magic Mouse.
- Windows XP, Windows Vista utilitzant l'eina Boot Camp sobre Mac OS X.